# Gmina Yell (hrabstwo Boone)

Położenie Gminy Yell w hrabstwie Boone

Gmina Yell (ang. Yell Township) – gmina w USA, w stanie Iowa, w hrabstwie Boone. Według danych z 2000 roku gmina miała 2273 mieszkańców.